# Пастора Солер
Пастора Солер (ісп. Pastora Soler, справжнє ім'я Пілар Санчес Луке (ісп. Pilar Sánchez Luque) — іспанська співачка у стилі фламенко, інколи з вкрапленням поп чи електронної музики. Вона представляла Іспанію на пісенному конкурсі Євробачення 2012 із піснею «Quédate conmigo».

## Біографія
Пастора Солер народилася 27 вересня 1978 року в місті Корія-дель-Ріо іспанської провінції Севілья. З дитинства виступала на музичних фестивалях, виконуючи музику в стилі поп і фламенко. Перший альбом випустила в 14 років.
Часто виступала з власними версіями композицій іспанських композиторів Рафаеля де Леона і Мануеля Кірога; а також співпрацювала з відомими музикантами, такими як Карлос Жан, Армандо Мансанеро та ін.
У 2010 році випустила ювілейний альбом «15 Años» (15 років), який був номінований на Латинську Греммі як Найкращий Альбом в стилі Фламенко. В Іспанії платівка отримала Premio de la Música як Найкращий Альбом в жанрі Копла і була номінована в категорії Найкращий Альбом Року.
21 грудня 2011 року Пастора Солер була обрана представницею своєї країни на щорічному пісенному конкурсі Євробачення 2012.
1 грудня 2014 року співачка припинила свою музичну кар'єру через проблеми зі здоров'ям, які завадили їй нормально виступати на сцені.

## Дискографія

### Студійні альбоми
- Nuestras coplas, 1994
- El mundo que soñé, 1996
- Fuente de luna, 1999
- Corazón congelado, 2001
- Deseo, 2002
- Pastora Soler, 2005
- Toda mi verdad, 2007
- Bendita locura, 2009
- Una mujer como yo, 2011

### Концертний альбом
- 15 Años, 2010

### Компіляції
- Sus grandes éxitos (Greatest Hits), 2005

### Мініальбом
- Especial Eurovisión, 2012